# Liste der Abkürzungen antiker Autoren und Werktitel/N
| Abk. Autor     | Autor                                                                                         | Autor | Edition                                                       |
|                | Abk. Werk                                                                                     | Werktitel | Deutscher Titel                                               |
| -------------- | --------------------------------------------------------------------------------------------- | --- | ------------------------------------------------------------- |
| Naev.          | Gnaeus Naevius                                                                                | Gnaeus Naevius |                                                               |
|                | carm.                                                                                         | carmina epica |                                                               |
|                | com.                                                                                          | comoediae palliatae |                                                               |
|                | praetext.                                                                                     | praetexte |                                                               |
|                | trag.                                                                                         | tragodiae |                                                               |
| Nah            | Nahum                                                                                         | Nahum |                                                               |
| Nas            | Talmudtraktat Nasir                                                                           | Talmudtraktat Nasir |                                                               |
| Nash²          | Pictorial Dictionary of Ancient Rome                                                          | Pictorial Dictionary of Ancient Rome                                                                                          | Ernest Nash (2. Aufl., New York 1968)                         |
| Nat. Com.      | Natalis Comes                                                                                 | Natalis Comes |                                                               |
| Nauck²         | Tragicorum Graecorum Fragmenta                                                                | Tragicorum Graecorum Fragmenta                                                                                                | August Nauck 2. Aufl. (Leipzig 1889)                          |
|                | adesp.                                                                                        | Adespota | Fragmente unbekannter Verfasser (S. 835–958)                  |
| Ned            | Talmudtraktat Nedarim                                                                         | Talmudtraktat Nedarim |                                                               |
| Neg            | Talmudtraktat Nega'im                                                                         | Talmudtraktat Nega'im |                                                               |
| Neh            | Nehemia                                                                                       | Nehemia |                                                               |
| Nem. (Nemes.)  | Nemesian                                                                                      | Nemesian |                                                               |
| Nep.           | Cornelius Nepos                                                                               | Cornelius Nepos |                                                               |
|                | Ages.                                                                                         | Agesilaus |                                                               |
|                | Alc.                                                                                          | Alcibiades |                                                               |
|                | Att.                                                                                          | Atticus |                                                               |
|                | Cato                                                                                          | Cato |                                                               |
|                | Chabr.                                                                                        | Chabrias |                                                               |
|                | Cim.                                                                                          | Cimon |                                                               |
|                | Con.                                                                                          | Conon |                                                               |
|                | Dat.                                                                                          | Datames |                                                               |
|                | Epam.                                                                                         | Epaminondas |                                                               |
|                | Eum.                                                                                          | Eumenes |                                                               |
|                | Ham.                                                                                          | Hamilcar |                                                               |
|                | Hann.                                                                                         | Hannibal |                                                               |
|                | Iph.                                                                                          | Iphicrates |                                                               |
|                | Lys.                                                                                          | Lysander |                                                               |
|                | Milt.                                                                                         | Miltiades |                                                               |
|                | Paus.                                                                                         | Pausanias |                                                               |
|                | Pel.                                                                                          | Pelopidas |                                                               |
|                | Phoc.                                                                                         | Phocion |                                                               |
|                | reg.                                                                                          | de regibus |                                                               |
|                | Them.                                                                                         | Themistocles |                                                               |
|                | Timoth.                                                                                       | Timotheus |                                                               |
|                | Thras.                                                                                        | Thrasybulus |                                                               |
|                | Timol.                                                                                        | Timoleon |                                                               |
| NH             | Nag Hammadi                                                                                   | Nag Hammadi |                                                               |
| NHC            | Nag Hammadi Codices                                                                           | Nag Hammadi Codices |                                                               |
| Nid            | Talmudtraktat Nidda                                                                           | Talmudtraktat Nidda |                                                               |
| Nik. oder Nic. | Nikander                                                                                      | Nikander |                                                               |
|                | Alex.                                                                                         | Alexipharmaca Ἀλεξιφάρµακα (Alexiphármaka)                                                                                    |                                                               |
|                | Ther.                                                                                         | Theriaca Θηριακά (Thēriaká)                                                                                                   |                                                               |
| Nikol.         | Nikolaus von Myra                                                                             | Nikolaus von Myra |                                                               |
|                | prog.                                                                                         | progymnasmata |                                                               |
| Nikom.         | Nikomachos von Gerasa                                                                         | Nikomachos von Gerasa |                                                               |
|                | Ar.                                                                                           | Arithmetica Introductio | Einführung in die Arithmetik                                  |
|                | Harm.                                                                                         | Harmonicum Enchiridium | Handbuch der Harmonielehre                                    |
|                | Exc.                                                                                          | Excerpta |                                                               |
| Nm             | 4. Buch Mose (Numeri)                                                                         | 4. Buch Mose (Numeri) |                                                               |
| Non.           | Nonius Marcellus                                                                              | Nonius Marcellus | Lucian Müller (Leipzig 1888)                                  |
|                |                                                                                               | de compediosa doctrina |                                                               |
| Nonn.          | Nonnos von Panopolis                                                                          | Nonnos von Panopolis |                                                               |
|                | Dion.                                                                                         | Dionysiaca Διονυσιακά (Dionysiaká)                                                                                            |                                                               |
|                | Met.                                                                                          | Paraphrasis sancti evangelii Ioannei Μεταβολὴ τοῦ κατὰ Ἰωάννην εὐαγγελίου ἁγίου (Metabolḕ toû katà Iōánnēn euangelíou hagíou) | Nachdichtung des Johannesevangeliums                          |
| Not. dign.     | Notitia dignitatum (occidentis bzw. orientis)                                                 | Notitia dignitatum (occidentis bzw. orientis)                                                                                 |                                                               |
| Not. episc.    | Notitiae Episcopatuum                                                                         | Notitiae Episcopatuum |                                                               |
| Not. reg.      | Notitia regionum urbis Romae                                                                  | Notitia regionum urbis Romae                                                                                                  | Ludwig Urlichs, In: Codex urbis topographicus (Würzburg 1871) |
| Notit. imp.    | Notitia dignitatum utriusque imperii (Abkürzung in älteren Werken für die Notitia dignitatum) | Notitia dignitatum utriusque imperii (Abkürzung in älteren Werken für die Notitia dignitatum)                                 |                                                               |
| Nov.           | Buch aus dem Corpus Iuris Civilis, Novellae                                                   | Buch aus dem Corpus Iuris Civilis, Novellae                                                                                   |                                                               |
| NT             | Novum Testamentum                                                                             | Novum Testamentum |                                                               |
| NTDAR          | A New Topographical Dictionary of Ancient Rome                                                | A New Topographical Dictionary of Ancient Rome                                                                                | Lawrence Richardson (Baltimore 1992)                          |
| Num            | Numeri                                                                                        | Numeri |                                                               |

| Legende zu den Farben der Autoreneinträge | Legende zu den Farben der Autoreneinträge | Legende zu den Farben der Autoreneinträge | Legende zu den Farben der Autoreneinträge                                                      |
| ----------------------------------------- | ----------------------------------------- | ----------------------------------------- | ---------------------------------------------------------------------------------------------- |
|                                           | Autor                                     | Autor                                     | Autorenabkürzung                                                                               |
| SW                                        | Sammelwerk                                | Sammelwerk                                | Sammlung oder Sammelwerk (sowohl moderne als auch antike)                                      |
| AN                                        | Anonym                                    | Anonym                                    | Schrift eines einzelnen, unbekannten Autors                                                    |
| BS                                        | Biblische Schrift                         | Biblische Schrift                         | Schrift des AT oder NT (auch Apokryphen)                                                       |
| RS                                        | Rabbinische Schrift                       | Rabbinische Schrift                       | Mischna, Talmud und sonstige hebräische, nichtbiblische Schrift                                |
| X                                         | Sonstiges                                 | Sonstiges                                 | Abkürzung von Lexikon, Referenz- oder Nachschlagewerk, Schriftreihe etc.; allgemeine Abkürzung |